# Pázmándfalu
Pázmándfalu è un comune di 965 abitanti situato nella contea di Győr-Moson-Sopron, nell'Ungheria nordoccidentale.